# West Barkwith
West Barkwith est une paroisse civile et un village du Lincolnshire, en Angleterre.